# 窄体舌鳎
窄体舌鳎（学名：Cynoglossus gracilis）为輻鰭魚綱鰈形目鰨亞目舌鳎科舌鳎属的鱼类，俗名鞋底鱼等、箬板鱼、鳎目、牛舌。分布于东达朝鲜西部以及珠江口附近到河北、辽宁等近海及江河下游等，属于暖温带浅海底层鱼，體長可達28公分，棲息在底層水域，生活習性不明。该物种的模式产地在上海。 此鱼为少数几种可进入江河淡水区长期生存的比目鱼之一，在武汉及南京的长江河段都有过采集记录。
其种加词来源于拉丁文“gracilis”，意为“纤细的”。